# Восточное революционное движение
Восточное революционное движение (исп. Movimiento Revolucionario Oriental) — уругвайская леворадикальная организация, созданная 21 апреля 1961 г. в результате раскола в Национальной партии под влиянием Кубинской революции. С 1967 по 1985 гг. у движения было вооружённое крыло — Восточные революционный вооружённые силы (исп. Fuerzas Armadas Revolucionarias Orientales). В 1971 г. движение приняло участие в создании Широкого фронта, но покинуло его в 1993 г.

## Название и идеология
Народное название Уругвая — Восточная республика (исп. Oriental). Идеология движения включает в себя элементы социализма и геваризма, а также идеалы национально-освободительной борьбы уругвайского национального героя Хосе Хервасио Артигаса. Символами движения избраны Артигас, Че Гевара и руководитель Тупамарос Рауль Сендик.